# Ulster Special Constabulary

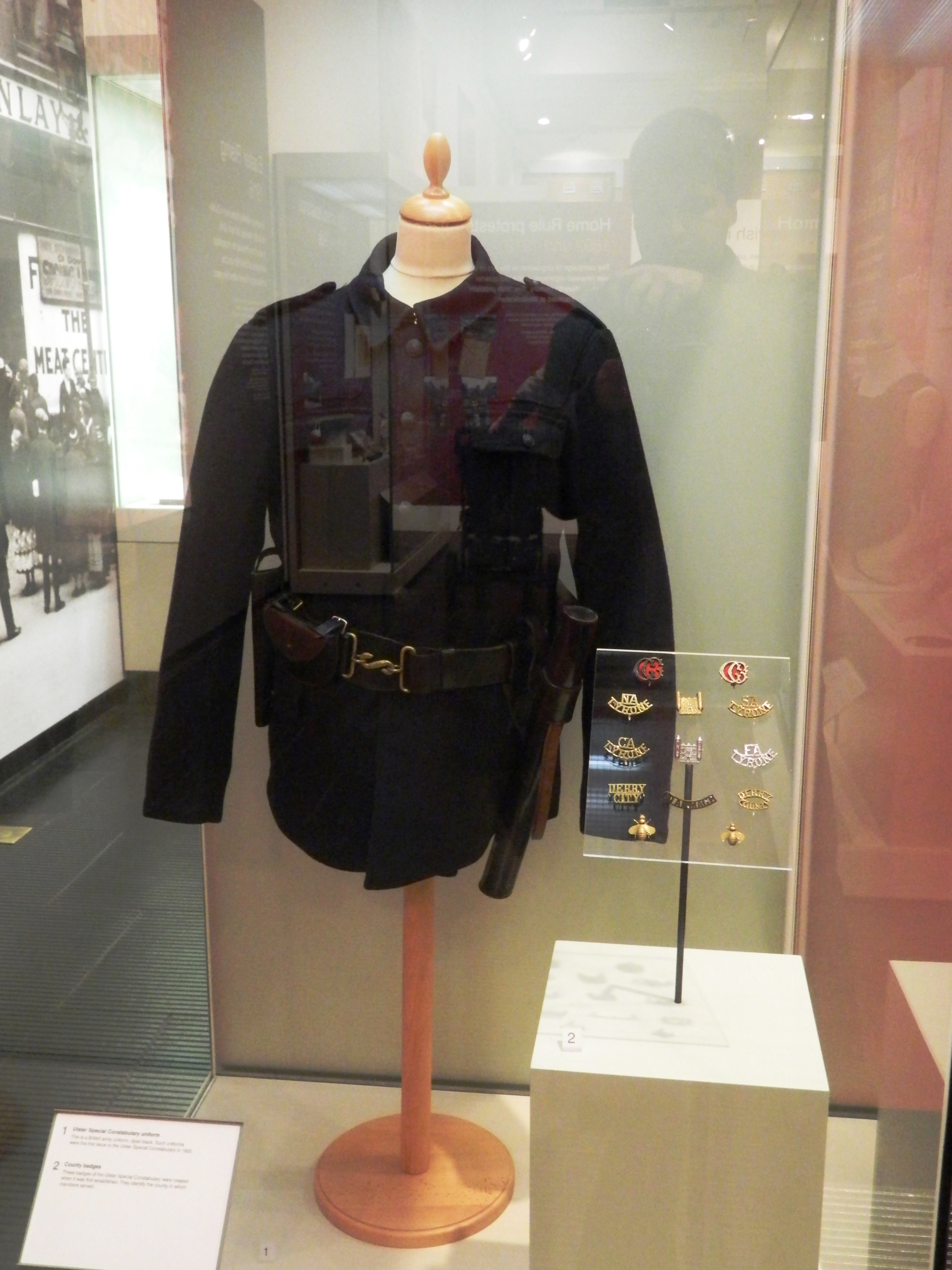
Photo prise à l'Ulster Museum, de l'uniforme original de 1920 des Ulster Special Constabulary

L'Ulster Special Constabulary (USC, parfois appelé B-Specials ou B-Men, français : Police spéciale d'Ulster) est une force auxiliaire armée de police nord-irlandaise. Fondée en octobre 1920, peu avant la partition de l'Irlande, elle est constituée exclusivement de protestants. Son effectif est composé au départ de 16 000 volontaires, souvent d'anciens membres des Ulster Volunteers. L'USC est dissoute en 1970 et remplacée par l'Ulster Defence Regiment, dépendant de l'armée britannique.
L'USC était un corps armé appelé à intervenir en cas d'urgence, comme en cas de guerre ou d'insurrection. Il a notamment joué ce rôle au début des années 1920 pendant la guerre d'indépendance irlandaise et la campagne frontalière de l'IRA de 1956 à 1962.
De sa fondation à sa dissolution, 95 membres de l'Ulster Special Constabulary ont été tués dans l'exercice de leurs fonctions. La plupart d'entre eux ont été tués lors de conflits avec l'IRA en 1921 et 1922. Huit autres sont morts pendant la Seconde Guerre mondiale, lors de raids aériens ou d'attaques de l'IRA. Deux anciens officiers ont été tués pendant les Troubles dans les années 1980.
Cette force armée étant presque exclusivement composée de protestants d'Ulster, elle était considérée avec une grande méfiance par les catholiques. Elle a été impliquée dans plusieurs meurtres et affaires de représailles contre des civils catholiques lors du conflit de 1920-1922. Les unionistes soutenaient généralement l'USC, estimant qu'elle contribuait à la défense de l'Irlande du Nord contre la subversion et les agressions extérieures.
L'Ulster Special Constabulary a été dissoute en mai 1970 à la suite du rapport Hunt. Celui-ci recommandait de réorganiser les forces de sécurité d'Irlande du Nord afin d'attirer davantage de recrues catholiques et de démilitariser la police. Ses fonctions et ses membres ont été largement repris par l'Ulster Defence Regiment et la Royal Ulster Constabulary.